# Светий Примож-на-Похорю
Светий Примож-на-Похорю (словен. Sveti Primož na Pohorju) — поселення в общині Вузениця, Регіон Корошка, Словенія. Висота над рівнем моря: 679,7 м.